# Herpesvirales
Herpesvirales је ред дсДНК вируса (Балтиморска група 1) са животињским домаћинима, које карактерише заједничка морфологија која се састоји од икосаедарског капсида затвореног у липидном омотачу који садржи гликопротеин.  Ред Herpesvirales се састоји од великог броја животињских вируса који имају велике, дволанчане ДНК геноме и деле структуру вириона која дефинише. Херпесвируси су откривени код кичмењака од риба до људи, и код неких бескичмењака (шкољке и гастроподи). Они показују широк спектар патогених својстава, у распону од неочигледних у многим случајевима до опасних по живот (укључујући рак) у некима, и имају способност да успоставе доживотне латентне инфекције које се могу периодично реактивирати.
Уобичајене инфекције код људи узроковане припадницима овог реда укључују херпес, генитални херпес, овчије богиње, зостер и гландуларну грозницу. Herpesviridae је једини ред у класи Herviviricetes, која је једина класа у типу Peploviricota.

## Историја
Херпесвирус је први пут изоловао из обичног гнуа 1960. године од стране ветеринара Волтера Плорајта.
Род херпесвируса установљен је 1971. године у првом извештају Међународног комитета за таксономију вируса (ИЦТВ). Овај род се састојао од 23 вируса и 4 групе вируса. 
У другом извештају ИЦТВ-а из 1976. овај род је уздигнут на ниво породице - Herpetoviridae. Због могуће забуне са вирусима који потичу од рептила, ово име је у трећем извештају из 1979. године промењено у Herpesviridae. У овом извештају породица  Herpesviridae  је подељена на 3 подфамилије (Alphaherpesvirinae, Betaherpesvirinae и Gammaherpesvirinae) и 5 неименованих родова: и 21 наведеним вирусом. 
Породица Herpesviridae је 2009. године подигнута у ред Herpesvirales. Ово премештање је било неопходно због открића да су херпесвируси риба и мекушаца само у даљини повезани са вирусима птица и сисара.
Створене су и две нове породице - породица  Alloherpesviridae која укључује вирусе коштане рибе и жабе и породица Malacoherpesviridae која садржи вирусе мекушаца.

## Вирологија

### Морфологија
Сви чланови реда имају вирионску структуру која се састоји од ДНК  језгра окруженог икосаедарским капсидом састављеним од 12 петовалентних и 150 хексавалентних капсомера (Т = 16). Капсид има пречник од ~110 нанометара (нм) и уграђен је у протеински матрикс зван тегумент, који је заузврат окружен липидним омотачем који садржи гликопротеин пречника око 200 нм.
Геном ДНК је линеаран и дволанчан, са величинама у опсегу 125–290 кбп.  Геном садржи терминалне и унутрашње поновљене секвенце, при чему њихов број и диспозиција варирају у зависности од различитих субклада.
Сви чланови реда имају вирионску структуру која се састоји од ДНК  језгра окруженог икосаедарским капсидом састављеним од 12 петовалентних и 150 хексавалентних капсомера (Т = 16). Капсид има пречник од ~110 нанометара (нм) и уграђен је у протеински матрикс зван тегумент, који је заузврат окружен липидним омотачем који садржи гликопротеин пречника око 200 нм. 
Геном ДНК је линеаран и дволанчан, са величинама у опсегу 125–290 кбп.  Геном садржи терминалне и унутрашње поновљене секвенце, при чему њихов број и диспозиција варирају у зависности од различитих субклада.
Вириони реда Herpesvirales имају сложене и карактеристичне структуре које се састоје од симетричних и несиметричних компоненти. Сферни вирион се састоји од језгра, капсида, тегумента и омотача. Језгро се састоји од вирусног генома упакованог као један, линеарни, дсДНК молекул у претходно формирани капсид, а ДНК је упакована у течно-кристални низ који испуњава цео унутрашњи волумен капсиде. Капсиди се окупљају кокондензацијом око протеинске скеле да би формирали прокапсид у коме су подјединице слабо повезане. Протеолитичко цепање протеина скеле  изазива губитак скеле  и реорганизацију љуске у карактеристични облик капсида.
Структура тегумента је слабо дефинисана, са доказима о симетрији само у пределу који се налази непосредно уз капсид. Тегумент садржи различите протеине, од којих нису сви потребни за формирање вириона. Геноми се састоје од линеарне дсДНК величине од 125 до 295 кбп и од 32 до 75% садржаја Г + Ц. 
Састав полипептида зрелог вириона увелико варира међу херпесвирусима. Зрели капсид се састоји од четири главна и неколико споредних протеина, док тегумент садржи најмање 15 различитих полипептида, од којих су многи неопходни ин витро и стога нису потребни за морфогенезу вириона. 
Вирусни омотач садржи најмање 10 интегралних мембранских протеина, чији је подскуп потребан за адсорпцију и продирање у ћелију домаћина. Коверте вириона садрже више протеина који носе Н-повезане и О-везане гликане. Зрели вириони без ћелија садрже комплексне гликане, док део интрацелуларних вириона садржи Н-везане гликане незрелог типа са високим садржајем манозе. 

### Домаћини
Херпесвируси могу бити веома вирулентни код неких врста.
Све врсте у овом реду имају животињске домаћине: 
- Malacoherpesviridae - инфицирају мекушце (шкољке и остриге),

- Alloherpesviridae -  инфицирају анамниоте (жабе и рибе),

- Herpesviridae - инфицирају амниоте (гмизавце, птице и сисаре).

У оквиру породице Herpesviridae, родови Iltovirus и Mardivirus,, и родови  Scutavirus подфамилије Alphaherpesvirinae инфицирају птице, односно гмизавце. Сви остали родови Herpesviridae инфицирају само сисаре.

### Таксономија
Од 2020. године ред се састоји од:
- 3 породице,
- 3 потпородице,
- 23 рода и
- 130 врста.

| Alloherpesviridae   | - Batrachovirus - Cyprinivirus - Ictalurivirus - Salmonivirus |
| Herpesviridae       | - Alphaherpesvirinae - Iltovirus - Mardivirus - Scutavirus - Simplexvirus - Varicellovirus - Betaherpesvirinae - Cytomegalovirus - Muromegalovirus - Proboscivirus - Quwivirus - Roseolovirus - Gammaherpesvirinae - Bossavirus - Lymphocryptovirus - Macavirus - Manticavirus - Patagivirus - Percavirus - Rhadinovirus |
| Malacoherpesviridae | - Aurivirus - Ostreavirus |

## Филогенетика
Једини протеин који је широко распрострањен међу свим члановима реда (иако само на нивоу аминокиселина), је АТПазна подјединица ДНК терминазе;  потоња је укључена у паковање ДНК током састављања вириона.
Филогеније конструисане са очуваним регионима АТПазне подјединице ДНК терминазе сугеришу да је Alloherpesviridae  базална клада реда, а да су Herpesviridae и Malacoherpesviridae сестринске кладе.  С обзиром на филогенетске удаљености између кичмењака и мекушаца, ово сугерише да су херпесвируси у почетку били вируси риба и да су еволуирали заједно са својим домаћинима како би инфицирали друге кичмењаке.

## Номенклатура врста
Систем именовања Herpesvirales настао је 1973. године и од тада је знатно разрађен. Сви херпесвируси описани од када је овај систем усвојен, именовани су у складу са њим. Препоручени систем именовања наводи да се свако име врсте састоји од три дела: прве речи, друге речи и на крају броја.
Прва реч треба да буде изведена из таксона (породице или потфамилије) којој припада његов примарни природни домаћин. 
Подпородица се користи за вирусе из породице шупљорогих говеда или од примата (име вируса које се завршава на –ине, нпр  говеђе), а породично име домаћина за друге вирусе (завршава се на –ид, нпр. екуид). 
Хумани херпесвируси су третирани као изузетак (људски, а не хоминидни). 
Пратећи термин који је изведен из домаћина, врсте у породици Herpesviridae, које су подељене у потфамилије Alphaherpesvirinae, Betaherpesvirinae, и Gammaherpesvirinae,  имају додату реч алфахерпесвирус, бетахерпесвирус или гамахерпесвирус. 
Врсте у Herpesviridae које нису додељене подфамилији, и врсте у  Alloherpesviridae и Malacoherpesviridae  ће имати херпесвирус према термину изведеном из домаћина. На крају се додаје арапски број (1, 2, 3 и тако даље). 
Бројеви се додељују по редоследу именовања и немају имплицирано значење о таксономским или биолошким особинама вируса.
Пример таквог назива је Canid alphaherpesvirus 1.  Из овог имена се може утврдити да је примарни природни домаћин вируса пас (члан породице  Canidae; пси итд.), да је члан породице Herpesviridae и потфамилија Alphaherpesvirinae, и да је то први херпесвирус назван по коме пси служе као примарни природни домаћини.
Бројни називи вируса (нпр  Епштајн-Баров вирус, такође познат као људски гамахерпесвирус 4) су толико широко коришћени да може бити непрактично инсистирати на њиховој замени. Ово је довело до двојне номенклатуре у литератури за неке херпесвирусе.